# Гаветоне (Бари)
Гаветоне (итал. Gavetone) је насеље у Италији у округу Бари, региону Апулија.
Према процени из 2011. у насељу је живело 23 становника. Насеље се налази на надморској висини од 4 м.